# Cuộc chiến tranh không tuyên bố. Nhật ký Việt Nam
Cuộc chiến tranh không tuyên bố. Nhật ký Việt Nam (tiếng Nga: Необъявленная война. Вьетнамский дневник) là một bộ phim thời sự của đạo diễn I.Galin, ra mắt lần đầu năm 1969.

## Nội dung
Bộ phim mô tả cuộc chiến tại Việt Nam trong con mắt của 1 kí giả Liên Xô.